# 正恒
正恒（まさつね、生没年未詳）は、平安時代後期の備前国の刀工。同時代に備中国の青江派にも「正恒」と銘する刀工がいるが別人である。

## 概要
平安時代後期から鎌倉時代にかけて備前国で活動した一群の刀工を「古備前派」と称する。正恒は友成と並び称せられる古備前派を代表する刀工である。古備前派の中では在銘の現存作が最も多い。佐々木高綱が宇治川の戦いで使った名刀「縄切正恒」を作刀。「恒」を銘字に加える刀工も多数存在する。
正恒銘のある太刀には鎌倉時代初期の特徴を有するものもある。特に「恒」の書体に七種あり、と古来より言われる程銘振りが多彩で、正恒を名乗る刀工が複数存在したと考えられる。
また、古備前正恒か、古青江正恒（古青江にも正恒が複数存在したと考えられている）か、判断しかねる作も相当数存在する事を注記する。「恒」を銘字に加える刀工に関しても同様である。

## 作風
刀姿は腰反りで踏ん張りがあり小切先となる、この時代通有のものが多い。地鉄は小板目肌よくつみ、地沸（じにえ）よくつき、刃文は直刃（すぐは）を主体として小乱れ、小丁子などが混じるものである。後の備前刀に大模様の乱れ刃主体で華やかなものが多いのに対し、古調な作風を示す。銘は「正恒」2字を切る。年期銘はない。（友成には年期銘あり。ただし消されている）
同時代古備前派の友成と比較すると、樋彫がないのが一つの特徴である。

## 作品
国宝・重要文化財指定物件は以下のとおり（「正恒」銘だが備中青江の同名刀工の作と見なされるものは除く）。

### 国宝
- 太刀（ふくやま美術館蔵）阿波・蜂須賀家伝来。正恒の典型的な作風を示し、保存状態もよい。
- 太刀（文化庁蔵）大垣藩主・戸田家伝来。
- 太刀（文化庁蔵）
- 太刀（愛知・徳川美術館蔵）
- 太刀（大阪・個人蔵）

### 重要文化財
- 太刀（日本美術刀剣保存協会蔵）
- 太刀（久能山東照宮蔵）
- 太刀（兵庫・香雪美術館蔵）
- 太刀（岡山・林原美術館蔵）
- 小太刀（林原美術館蔵）
- 太刀（個人蔵）1913年指定、名古屋東照宮旧蔵
- 太刀（文化庁蔵）1939年指定
- 太刀（個人蔵）1941年指定

### その他
- 太刀（倉敷刀剣美術館蔵）

以上、いずれも銘は「正恒」2字銘。

## 注
1. ↑  小学館 デジタル大辞泉. “正恒”.  コトバンク. 2017年12月19日閲覧。
2. ↑  刀身の元の方が幅広く、切先に近づくにつれて細くなるものを指す
3. ↑  沸（にえ）とは、刃文を構成する鋼の粒子が肉眼で一粒一粒見分けられるものを指し、これが地の部分に現れるものを地沸という。
4. ↑  『国宝・重要文化財大全 6 工芸品下巻』、毎日新聞社、1999